# Petasites frigidus var. palmatus
Petasites frigidus var. palmatus es una variedad de Petasites frigidus en la familia de las asteráceas, nativa del Ártico y las regiones frías del hemisferio septentrional; Norte de Europa, de Asia y Norteamérica. 

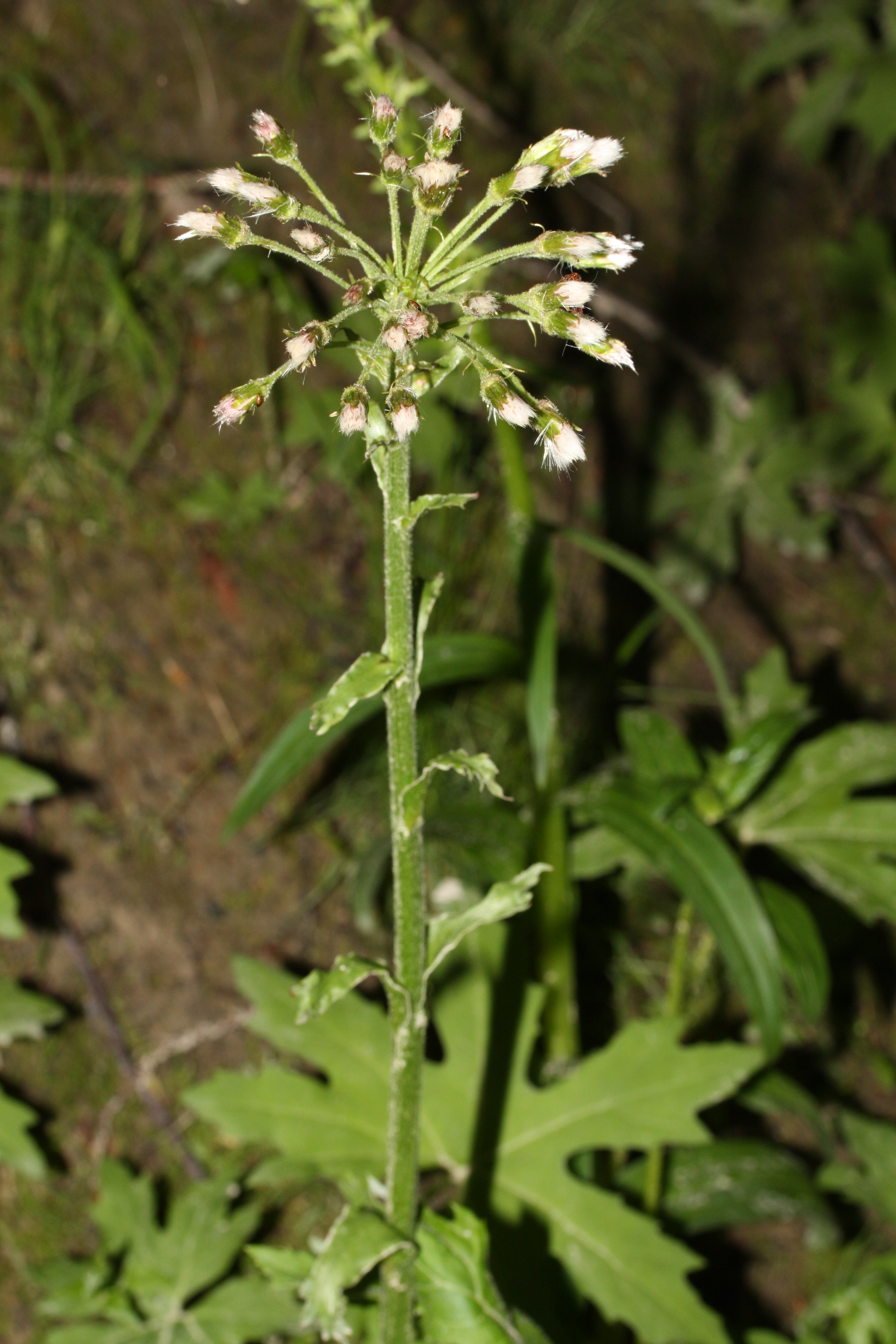
Inflorescencia

## Características
Es una herbácea, perenne, se desarrolla en suelos húmedos y a la sombra, con preferencia en bordes de corrientes de agua y en terrenos encharcados cerca de arroyos. Sus flores de un color púrpura pálido, están agrupadas en una inflorescencia en espiga en el extremo de un tallo, apareciendo a principios de marzo. 
Las flores aparecen un poco antes de que lo hagan sus hojas, desarrollándose directamente de los rizomas subterráneos. El envés de las hojas  tiene una hendidura profunda y está cubierta con una pelusa algodonosa mate.

### Usos
Los tallos de las hojas y de las flores (con las flores incluidas), se utilizan para hacer un delicioso plato vegetal (se prepara hirviendo los tallos cortados cubiertos de agua, después de unos minutos de cocción, se cuelan y se sirven con salsa de mantequilla). 

## Taxonomía
Petasites frigidus var. palmatus fue descrita por (Aiton) Cronquist y publicado en Rhodora 48(570): 124. 1946.
Etimología
Petasites: nombre genérico que deriva de la palabra griega petasos = "sombrero de ala ancha", en alusión a las grandes hojas de la planta.
frigidus: epíteto latíno 
Sinonimia
- Nardosmia arctica (A.E.Porsild) Á.Löve & D.Löve
- Nardosmia hookeriana Nutt.
- Nardosmia palmata (Aiton) Hook.
- Nardosmia speciosa Nutt.
- Petasites arcticus A.E.Porsild
- Petasites frigidus subsp. arcticus (A.E.Porsild) Cody
- Petasites frigidus subsp. palmatus (Aiton) Cody
- Petasites hookerianus (Nutt.) Rydb.
- Petasites palmatus (Aiton) A.Gray
- Petasites palmatus var. palmatus
- Petasites palmatus subsp. palmatus
- Petasites palmatus subsp. speciosus (Nutt.) J.Toman
- Petasites speciosus (Nutt.) Piper
- Petasites speciosus var. speciosus
- Tussilago palmata Aiton[3]